# Bhutaanse roepie
De Bhutaanse roepie was tot 1974 het wettige betaalmiddel van het Koninkrijk Bhutan. Het was gelijk aan de Indiase roepie. Tot 1964 was het verdeeld in 64 paisa, maar Bhutan volgde het pad van decimalisering waarmee India was begonnen en begon te worden verdeeld in 100 naya paisa. In 1974 werd de Bhutaanse roepie vervangen door de Bhutaanse ngultrum.